# Richard Bass
Pour les articles homonymes, voir Bass.
Richard Bass (dit Dick Bass), né le 21 décembre 1929 à Tulsa en Oklahoma et mort le 26 juillet 2015 à Dallas au Texas, est un alpiniste amateur et entrepreneur américain, créateur en 1971 de la station de ski de Snowbird en Utah.
Il se fait connaître le 30 avril 1985 en atteignant l'Everest car il devient alors le premier homme à avoir atteint les sept sommets, points culminants des sept continents, du moins selon la liste qui porte son nom (la pertinence de celle-ci est contestée par l'alpiniste professionnel Reinhold Messner, qui en propose une autre). Âgé alors de 55 ans, Bass remporte également le titre de l'homme le plus âgé à avoir atteint l'Everest (record plusieurs fois battu depuis). En 1988, il raconte son aventure dans son livre Seven Summits.
En 1997, dans Tragédie à l'Everest, qui relate la mort de huit personnes l'année précédente dans l'ascension du « sommet du monde », le journaliste et alpiniste Jon Krakauer considère que Bass a ouvert une nouvelle ère dans l'histoire de l'ascension de l'Everest : la commercialisation des expéditions. Depuis, en effet, un grand nombre de personnes à l'expérience limitée et en mal de sensations ou de records tentent l'aventure moyennant de larges commissions à des entreprises privées mais au risque d'y perdre la vie, les conditions de sécurité étant limitées.